# ファッションコンサルタント
ファッションコンサルタント（Fashion consultant）とは、ファッションコンサルティング、依頼人に最適なファッションコーディネートを考えたり、アドバイスを行ったりする仕事。

## 概要
希望者には実際に洋服の用意をするなど、サービスにも長けている。「ファッションコーディネーター」や「パーソナルスタイリスト」・「イメージコンサルタント」などと呼ばれることもある。
またファッションコンサルタントになるのには特に資格などはいらないため、コンサルタントは、経歴や能力により実力差が大きくなる。